# Sutelstraße

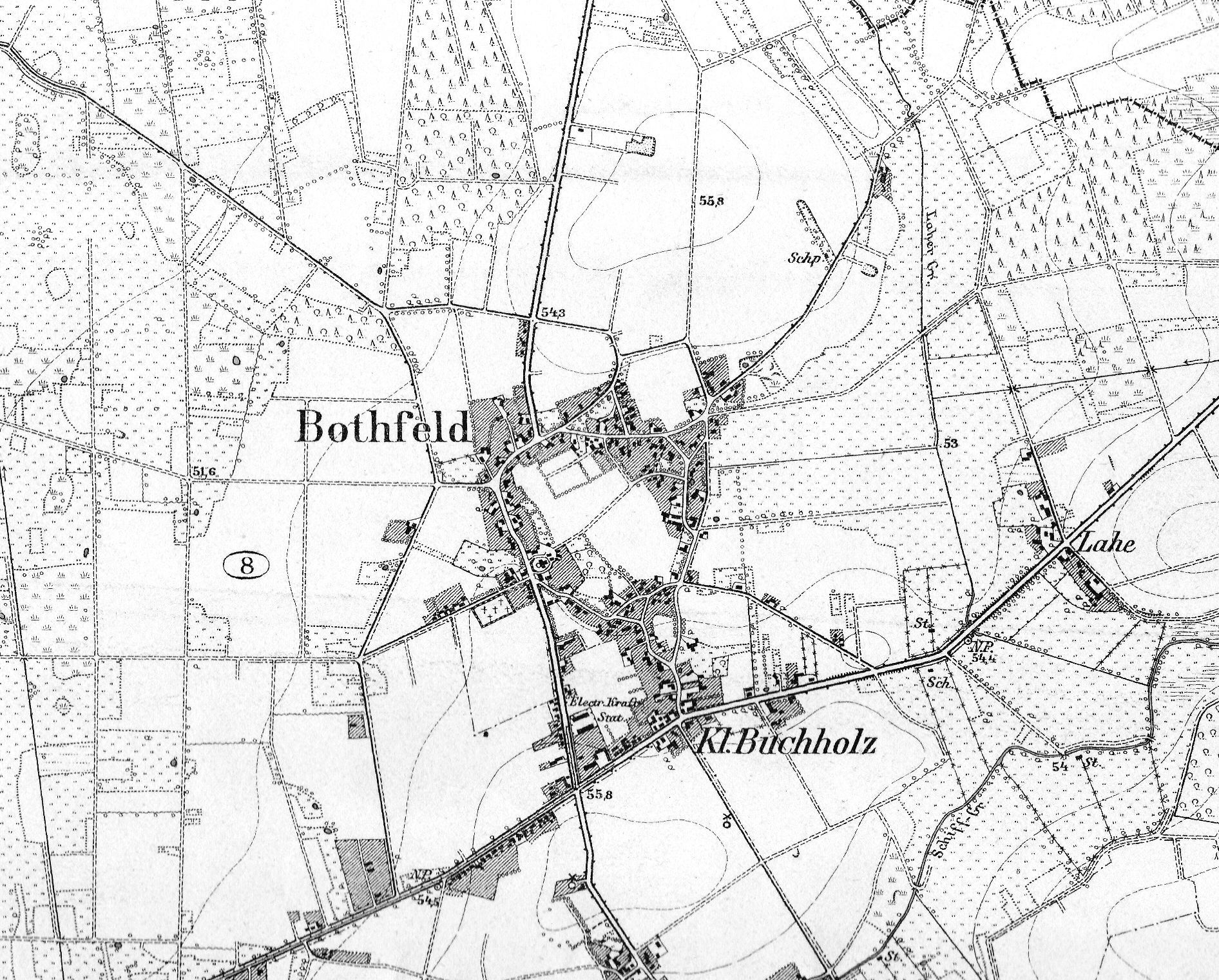
Die in Nord-Südrichtung verlaufende Sutelstraße in Bothfeld, 1896

Die Sutelstraße ist eine Hauptverkehrsstraße im Stadtteil Bothfeld in Hannover. Sie führt in ihrem südwestlichen Abschnitt als Landesstraße von der Podbielskistraße bzw. dem Gehaplatz bis zur Burgwedeler Straße. Sie ist die zentrale Einkaufsstraße des früheren Dorfs und heutigen Stadtteils Bothfeld sowie des ehemaligen Stadtteils Klein-Buchholz.

## Namensherkunft und Geschichte
Die Straße wurde 1940 nach dem Bildhauer Jeremias Sutel benannt. Ursprünglich war die Straße ein alter Fahrweg, der von Klein-Buchholz über Bothfeld nach Isernhagen führte. Im Zuge der Stadtentwicklung wurde dieser zu einer Stadtstraße ausgebaut.
Die Straße wird auch geprägt von im 21. Jahrhundert umgenutzten und umgebauten Verwaltungs- und Industriebauten, so im Bereich der Podbielskistraße die frühere Produktionsstätte der Geha-Werke. Die frühere Adolf Emmelmann Karosserie-Fabrik wurde 2003 zu einem Einkaufszentrum umgebaut.

## Verkehrsbedeutung
Die Sutelstraße ist im südlichen Abschnitt Teil der Landesstraße 382, die von der Anschlussstelle Hannover-Misburg an der Autobahn 37 über die östliche Podbielskistraße kommend über die südliche Sutelstraße zur Kugelfangtrift, auf der Langenforther Straße über Langenhagen zur Stellinger Straße und dann über die Mecklenheidestraße zur B 6 führt. Der mittlere Abschnitt und weiter die Burgwedeler Straße bildet die Landesstraße 381, die weiter über Isernhagen-Süd, Isernhagen-NB (Niedernhägener Bauerschaft) und Isernhagen-HB (Hohenhorster Bauerschaft) nach Großburgwedel führt. Der östliche Abschnitt der Sutelstraße ist Gemeindestraße und hat vor allem Erschließungscharakter für die benachbarten Wohngebiete.
Durch die südliche Sutelstraße führt seit 1901 die Straßenbahn zum Fasanenkrug, ursprünglich eingleisig, später auch zweigleisig. 1976 wurde der Abschnitt zwischen Kugelfangtrift und Burgwedeler Straße stillgelegt, dafür die Strecke westwärts verlegt. Seit 2023 fährt hier die Stadtbahnlinie 13 von Hemmingen (2009 bis 2023: Linie 9 von Empelde, 1927 bis 2009 Linie 7 von Ricklingen), mit der Haltestelle Bothfelder Kirchweg. Letztere soll mittelfristig aufgegeben und durch einen Hochbahnsteig am Ludwig-Sievers-Ring ersetzt werden. 
Am südlichen Ende der Sutelstraße lag seit 1897 der Betriebshof Buchholz der Straßenbahn, dessen Halle ursprünglich von der Sutelstraße aus angefahren wurde, später wurde die Einfahrt an die Rückseite der Halle gelegt. Ein Teil des Geländes ist heute auch noch Abstellfläche der Üstra, die Hallen werden seit 2005 als Einkaufszentrum genutzt. 
Die Buslinie 125 von Meyerwiesen nach Anderten verkehrt auf der Sutelstraße mit der etwas südlich des Bothfelder Kirchwegs gelegenen Haltestelle Ludwig-Sievers-Ring und der Haltestelle Noltemeyerbrücke. In der östlichen und mittleren Sutelstraße verkehrt die Buslinie 135 von Lahe nach Stöcken mit der Haltestelle Hintzehof
Die Straßenraumgestaltung weist meist getrennte Geh- und Radwege auf, die häufig schmal sind, und wo Fuß- und Radverkehr abschnittsweise auf gemeinsamer Fläche verlaufen, als Gehweg, Radverkehr frei. Kennzeichnend ist der überwiegende Mischverkehrvon geradeausfahrenden oder links abbiegenden Kraftfahrzeugen und Stadtbahn, was teils zu erheblichen Stockungen und Fahrzeitverlusten führt, so vor den Knotenpunkten mit der Podbielskistraße und der Ebelingstraße.
An der Stadtbahn-Haltestelle Bothfelder Kirchweg verkehrt die Stadtbahnlinie 13:
| Linie | Verlauf | Takt                                       |
| ----- | --- | ------------------------------------------ |
| 13    | Fasanenkrug – Noltemeyerbrücke – Vier Grenzen – Lister Platz – Hauptbahnhof – Kröpcke – Markthalle/Landtag – Waterloo – Allerweg – Bahnhof Linden/Fischerhof – Wallensteinstraße – Hemmingen | 10 min (werktags) 15 min (sonn-/feiertags) |

## Bedeutende Bauwerke
An der Straße liegen die Baudenkmäler der St.-Nicolai-Kirche und des früheren Pfarrhauses sowie des Kirchhofs mit Gräbern; einige der Grabsteine sind von bedeutenden Steinmetzen. Außerdem liegen an der Straße einige alte Gebäude, die ursprünglich landwirtschaftlich genutzt wurden, die teilweise ebenfalls als Baudenkmal geführt werden (Sutelstraße 23, 25, 30, 56) sowie der ehemalige Straßenbahnbetriebshof Buchholz, der inzwischen als Einkaufszentrum genutzt wird. Östlich benachbart ist das ehemalige Geha-Gelände.

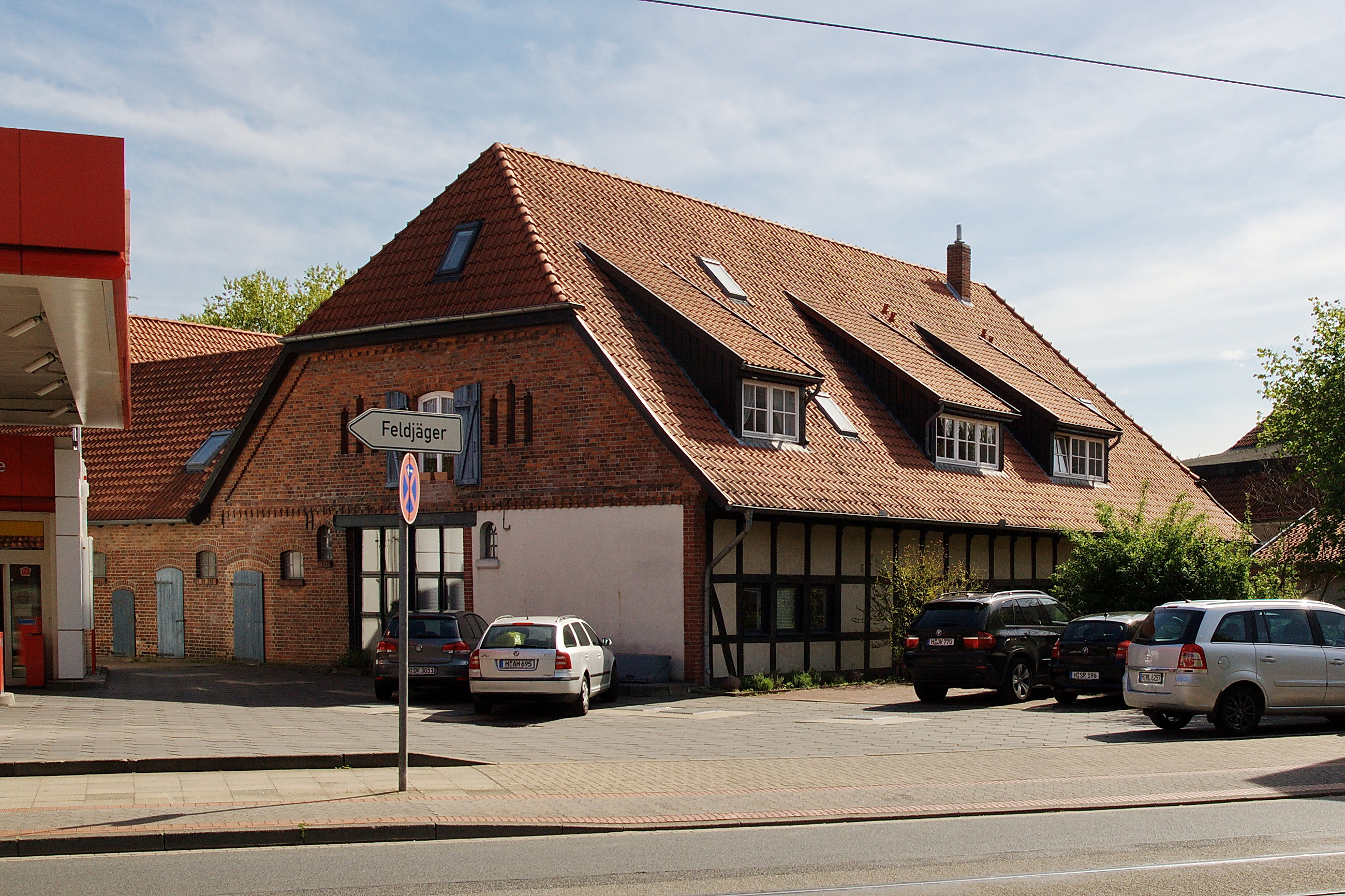
Baudenkmal Sutelstr. 23
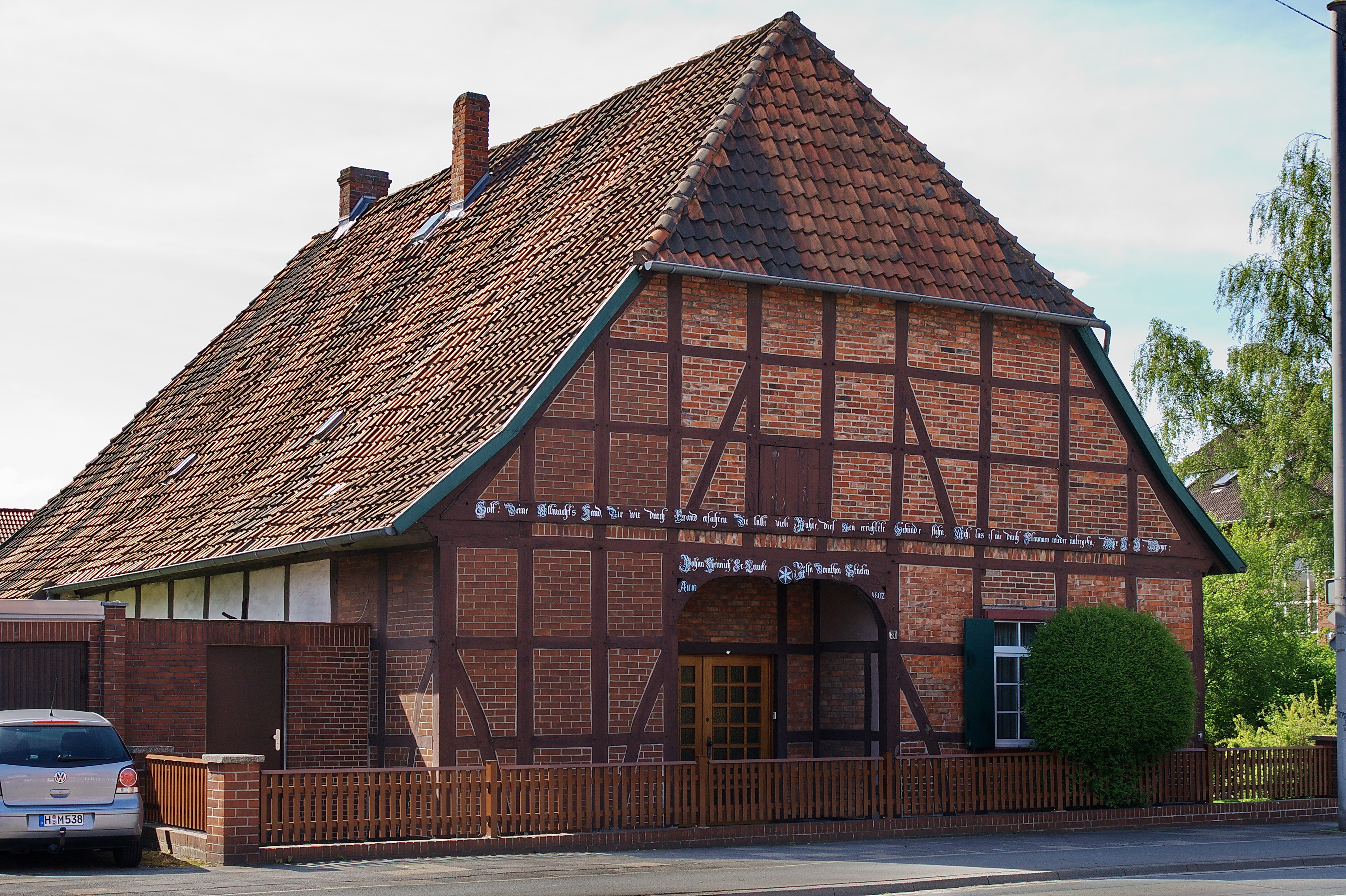
Baudenkmal Sutelstr. 30
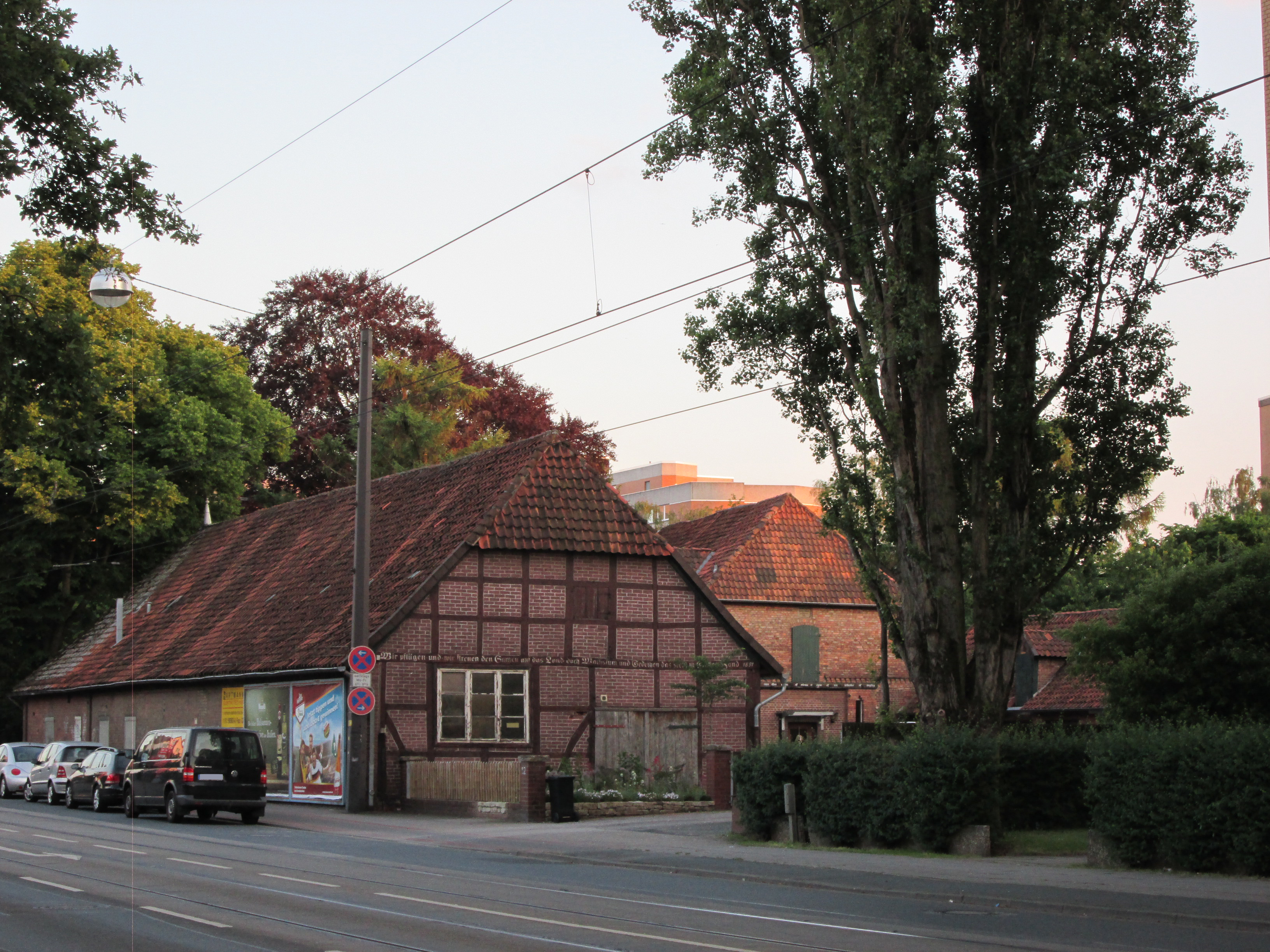
Fachwerk-Wirtschaftsgebäude einer Hofanlage, Sutelstr. 52